# Bitwa czterodniowa

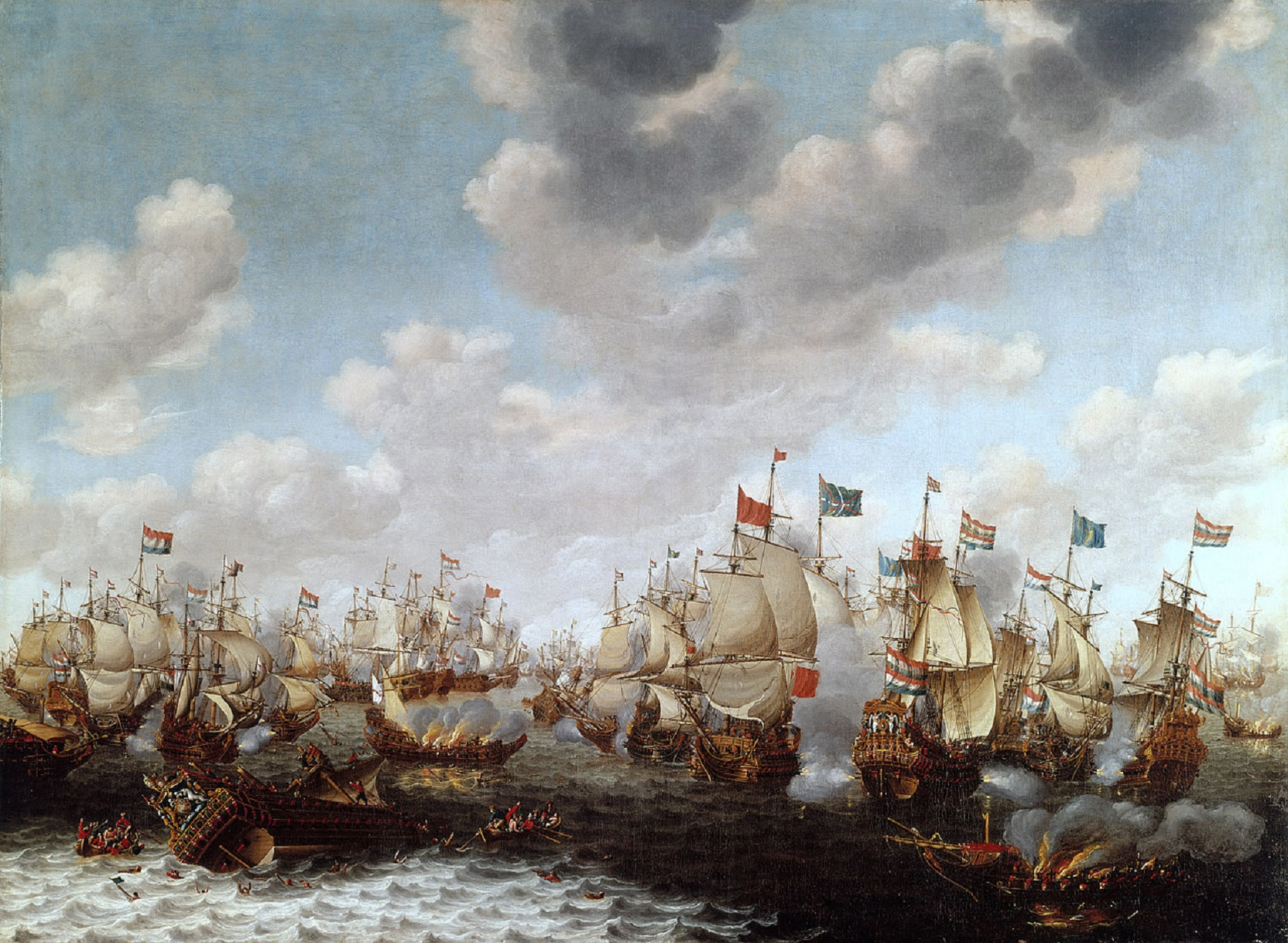
Bitwa czterodniowa, Pieter Cornelisz van Soest, obraz namalowany w roku 1666

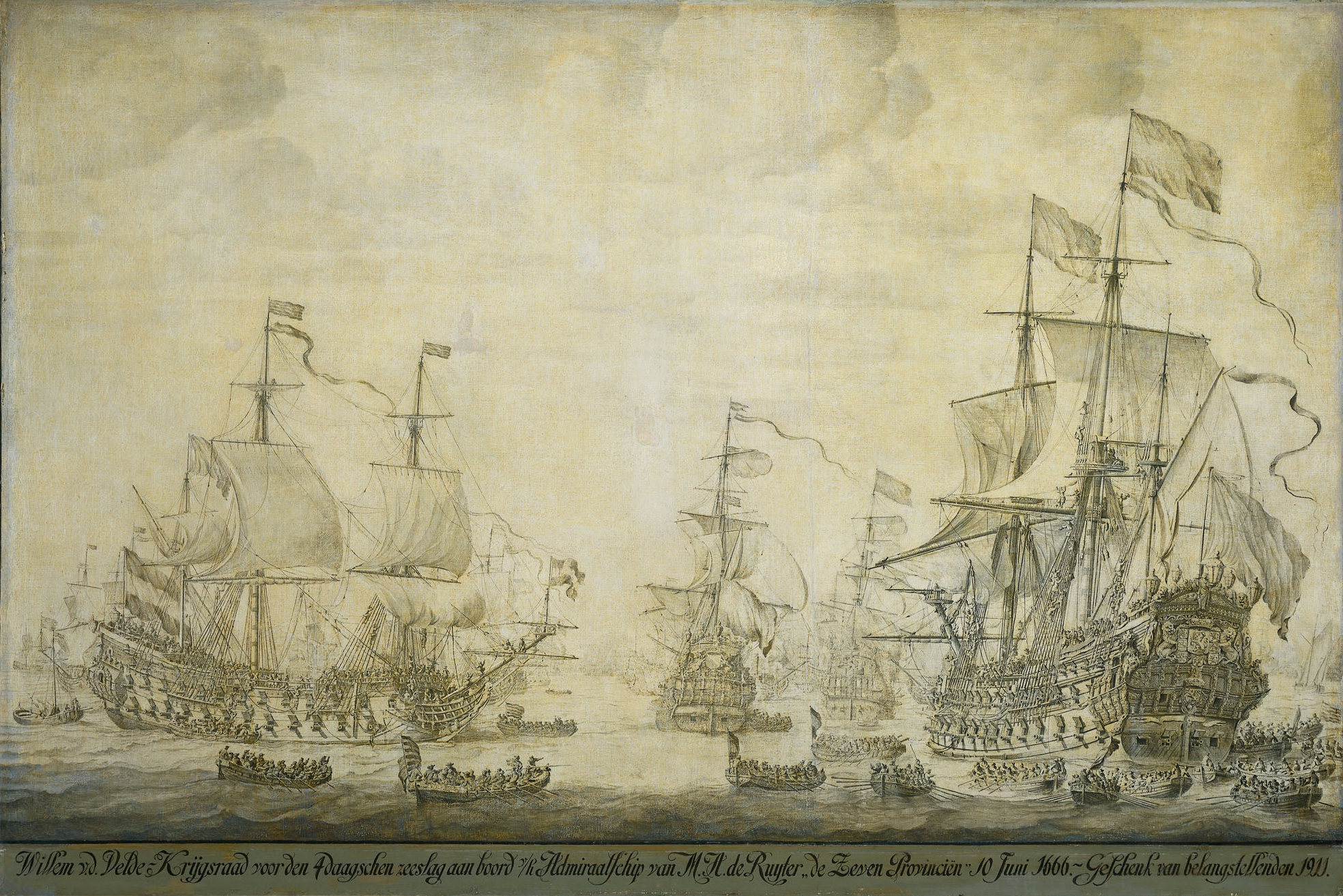
Rada wojenna floty holenderskiej. Po prawej biorący udział w bitwie okręt De Zeven Provinciën. Rycina Willema van de Velde (starszego)

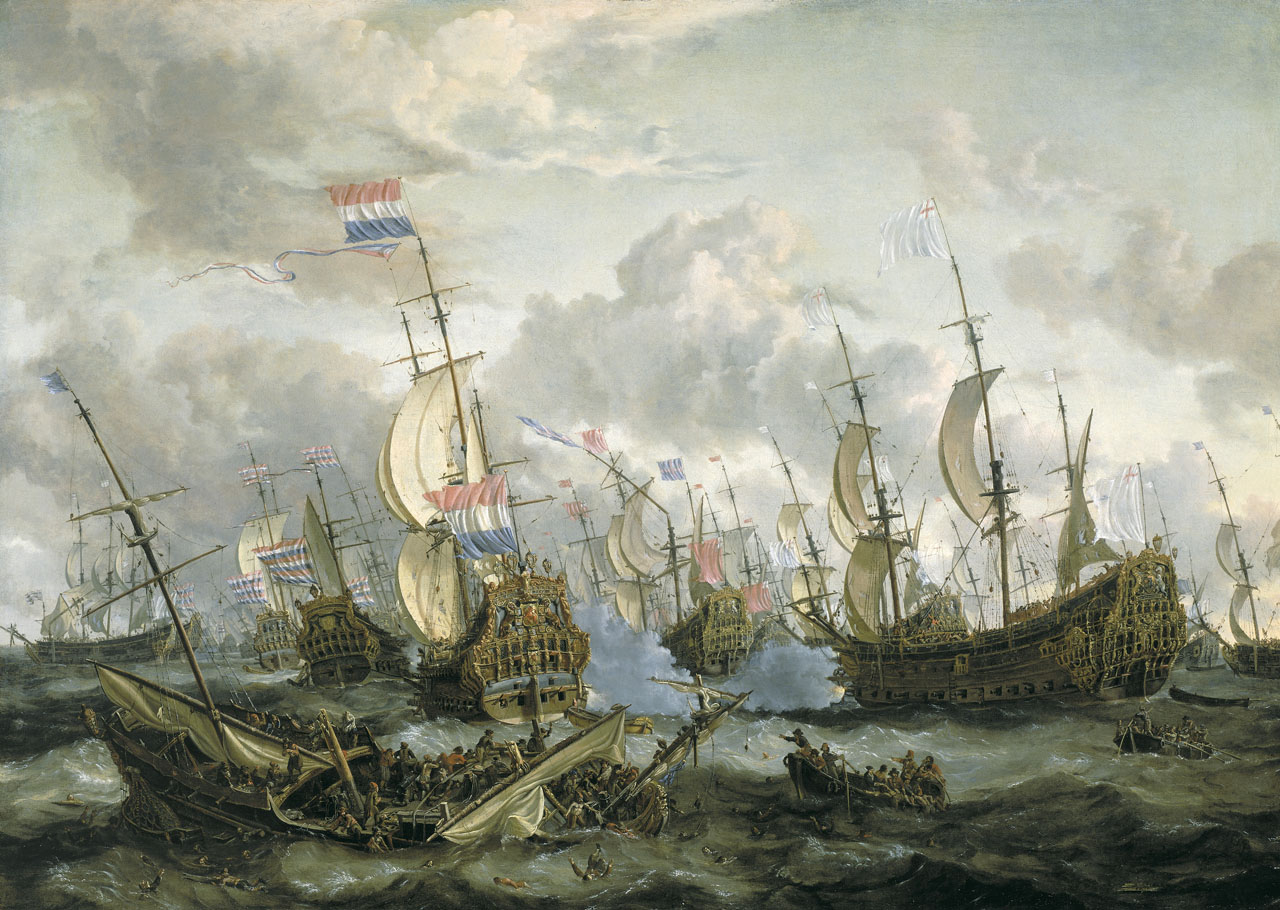
De Zeven Provinciën w trakcie bitwy czterodniowej, Abraham Storck, 14 sierpnia 1666

Bitwa czterodniowa (ang. Four Days’ Battle, niderl. Vierdaagse Zeeslag) – starcie zbrojne, które miało miejsce w dniach 11–14 czerwca 1666 podczas drugiej wojny angielsko-holenderskiej. Bitwa odbyła się w Cieśninie Kaletańskiej i do dziś jest uważana za najdłużej trwającą bitwę morską w historii.
Na początku bitwy flota angielska miała 56 okrętów dowodzonych przez księcia Albemarle, George’a Moncka, dowódcę eskadry „czerwonej”. Anglicy znaleźli się w obliczu znacznie liczniejszej floty holenderskiej (84 okręty) dowodzonej przez wiceadmirała Michiela de Ruytera. Trwająca cztery dni bitwa, w trakcie której Anglicy wzmocnieni zostali eskadrą księcia Ruperta, zakończyła się wycofaniem się Anglików w sytuacji, gdy obie floty wystrzelały już niemal całą swoją amunicję.
Holendrzy zadali ciężkie straty angielskiej flocie. Anglicy przed bitwą przypuszczali, że załogi wielu nowych holenderskich okrętów nie są jeszcze w pełni wyszkolone, ale zawiedli się w swych nadziejach; stracili 17 okrętów, 5 000 ludzi i dwóch admirałów – Christophera Myngsa i Williama Berkeleya, a ponad 3 000 Anglików dostało się do niewoli. Okręt flagowy HMS „Royal Sovereign” nie mógł kontynuować walki, gdyż stracił tak wielu marynarzy, że nie był w stanie już ani manewrować, ani prowadzić ognia artyleryjskiego.

## Wstęp
W czerwcu 1665 Anglicy pokonali Holendrów w bitwie pod Lowestoft, jednak nie potrafili tego wykorzystać. Holenderska „flota korzenna”, załadowana towarami ogromnej wartości, dotarła bezpiecznie do Holandii. Holenderska flota wojenna została znacząco rozbudowana dzięki największemu programowi budowy okrętów wojennych w historii Holandii. Anglicy także nie próżnowali i wzmacniali swą flotę. Pod koniec maja 1666 obie strony były gotowe do działań. Holendrzy mieli 84 okręty, 4 615 dział oraz 21 909 ludzi, Anglicy natomiast 80 okrętów, 4 460 dział i 21 085 ludzi, a zatem po raz pierwszy stan liczebny floty holenderskiej był większy niż floty angielskiej.
W 1666 Anglicy postanowili za jednym uderzeniem zniszczyć flotę holenderską, zanim ta stanie się zbyt potężna oraz zastopować aktywność holenderskich kaprów zanim ci zrujnują angielski handel.
Dowiedziawszy się, że flota francuska zamierza połączyć się w Dunkierce z Holendrami, Anglicy postanowili nie dopuścić do tego i podzielili swe siły. Ich główna część podjęła próbę zniszczenia holenderskiej floty, podczas gdy eskadra księcia Ruperta została wysłana na zachód celem zablokowania podejść do Cieśniny Kaletańskiej od strony Calais i Cherbourga. W związku z tym jednak, że Francuzi nie pojawili się, książę Rupert zawrócił, by dołączyć do głównej floty.

## Przebieg bitwy

### Dzień pierwszy
Pierwszego dnia Monck, płynący w awangardzie z eskadrą „białą” dowodzoną przez George Ayscue’ego i z „niebieską” eskadrą Thomasa Teddimana, tworzącą ariergardę, zaskoczył holenderską flotę zakotwiczoną w pobliżu Dunkierki. Nie zważając na niekorzystne warunki pogodowe (sztorm) Monck zdecydował się zaatakować holenderską ariergardę dowodzoną przez kontradmirała Cornelisa Trompa, mając nadzieję, że uda się zadać jej paraliżujący cios, nim holenderskie centrum i awangarda zdążą przyjść z pomocą.
Po wysłaniu wiadomości do Ruperta, by dołączył do niego tak szybko, jak to tylko możliwe, Monck z furią uderzył na Trompa, który jednak cofnął się za flamandzkie płycizny, unikając bitwy. W tej sytuacji Monck skierował swe siły na północny zachód i uderzył na holenderskie centrum (dowodzone przez wiceadmirała De Ruytera) i awangardę (dowodzoną przez kontradmirała Cornelisa Evertsena). Tromp otrzymał wiadomość wzywającą do powrotu i dokonał zwrotu, ale niespodziewanie jego okręt „Liefde” zderzył się z okrętem „Groot Hollandia”. Gdy angielski wiceadmirał Berkeley zauważył to, zaatakował obie uszkodzone jednostki na okręcie HMS „Swiftsure”. Jednak natychmiast swemu dowódcy przyszły z pomocą okręty „Callantsoog” i „Reiger”, niszcząc takielunek angielskiego okrętu za pomocą kul łańcuchowych. Następnie „Reiger” dokonał ataku abordażowego na „Swiftsure”. Dowódca angielskiego okrętu, Berkeley, trafiony został śmiertelnie kulą muszkietową w gardło. Gdy ostatecznie Holendrzy zdobyli „Swiftsure”, bosman próbował wysadzić prochownię, lecz w ostatniej chwili zabiła go jego własna załoga. Mocno uszkodzony HMS „Seven Oaks” (dawniej zwał się „Sevenwolden”) został zdobyty przez „Beschermer”, a HMS „Loyal George”, który próbował pomagać „Swiftsure”, sam wkrótce podzielił jego los.
HMS „Rainbow”, okręt zwiadowczy, który wykrył holenderską flotę, został oddzielony od sił głównych i uszedł do neutralnej wówczas Ostendy, ścigany przez 12 okrętów z eskadry Trompa, podczas gdy drugi okręt zwiadowczy, „Kent”, opuścił pole bitwy w poszukiwaniu eskadry Ruperta.
Obie floty, uszykowane w linię, ostrzeliwały się nawzajem. Okręty holenderskie „Hof van Zeeland” oraz „Duivenvoorde” zostały trafione pociskami zapalającymi i stanęły w płomieniach. Holendrzy, którzy dotąd nie znali tego typu amunicji (wydrążone kule z brązu, wypełnione łatwopalną substancją), byli całkowicie zaskoczeni. Na szczęście dla nich Anglicy mieli niewielką ilość tego typu pocisków, ze względu na wysokie koszty produkcji.
Monck wycofał się na noc, jedynie uszkodzony okręt kontradmirała Johna Harmana, HMS „Henry”, dryfował w kierunku holenderskich pozycji i został nagle ogarnięty ogniem przez dwa brandery. Gdy pokładowy kaznodzieja zapytał Harmana, jak mogą się ratować, Harman odpowiedział sarkastycznie, że dobry ksiądz zawsze może wyskoczyć za burtę; ksiądz poszedł za jego radą, a w jego ślady poszła 1/3 załogi płonącego okrętu – wszyscy potonęli. Harman w końcu powstrzymał panikę grożąc śmiercią każdemu, kto miałby zamiar opuścić okręt. Podpłynął Evertsen i zapytał Harmana, czy chciałby się ewentualnie poddać. Harman odmówił i Holendrzy zaatakowali. Jednak mimo ognia Holendrów, utraty dwóch masztów (z których jeden skruszył nogę Harmana) Anglikom udało się ugasić ogień i uciec.

### Dzień drugi
Rankiem następnego dnia Monck zdecydował się zaatakować Holendrów bezpośrednio i skierował flotę w kierunku południowo-zachodnim, prosto na nieprzyjacielską flotę, lecz De Ruyter nie czekał i sam ruszył w kierunku przeciwnika, wykorzystując silny wiatr od rufy.
HMS „Anne”, HMS „Bristol” i HMS „Baltimore” zawróciły do ujścia Tamizy. Gdy dokonano koniecznych napraw, wróciły do bitwy, by zaatakować Anglików od południa z podniesioną czerwoną flagą (znak oznaczający dla wszystkich atak), lecz jak tylko zbliżył się do linii nieprzyjaciela zauważył ku swemu przerażeniu, że część awangardy dowodzonej przez Trompa oddzieliła się i znalazła się po drugiej stronie angielskiej linii, która okrążyła Trompa. Często tłumaczy się to tym, że Tromp nie postępował zgodnie z rozkazami, co często mu się przytrafiało. Jednak tym razem po prostu nie dostrzegł dawanych znaków flagowych, a widok centrum pomyłkowo zinterpretował jako znak potwierdzenia. De Ruyter zwinął czerwoną flagę i przełamał się przez linię wroga razem z wiceadmirałem Johanem de Liefde, podczas gdy reszta holenderskiej floty pod wodzą Aerta Janssena van Nesa skierowała się na południe. De Ruyter wyciągnął okręty Trompa z tarapatów, oprócz spalonego „Liefde” i zatopionego „Spieghela”, na którym został zabity strzałem z muszkietu w pierś wiceadmirał Abraham van der Hulst. Następnie wrócił i połączył się z Van Nesem.
Tromp odwiedził De Ruytera, by podziękować mu za ratunek. Obaj wodzowie byli w chmurnych nastrojach. Zginął kontradmirał Frederick Stachouwer. Pierwszego dnia uszkodzony okręt „Hollandia” został wysłany do portów macierzystych razem z okrętami „Gelderland”, „Delft”, „Reiger”, „Asperen” i „Beschermer”, eskortującymi trzy zdobyte okręty angielskie; teraz także uszkodzone zostały „Pacificatie”, „Vrijheid”, „Provincie Utrecht” i „Calantsoog” i musiały wrócić. Z ariergardy pozostała tylko mała cząstka okrętów. Jakby tego było mało, nieprzyjacielska flota znowu uzyskała korzystne warunki pogodowe. George Ayscue dostrzegł wielką okazję, widząc dwa holenderskie okręty admiralskie blisko siebie, położone w oddaleniu od swych sił macierzystych. Spróbował oddzielić je od swej floty i pojmać. Z wielkim trudem udało im się tego uniknąć i dołączyć do swych sił głównych. Obie floty przeszły obok siebie trzykrotnie przeciwnym kursem, wymieniając ogień działowy; przy drugim przejściu „De Zeven Provinciën” został uszkodzony i De Ruyter musiał wycofać się z walki dla dokonania napraw swego okrętu. Później niektórzy historycy oskarżyli go o tchórzostwo, lecz on wydawszy ścisłe rozkazy swej flocie, wycofał się, by nie powtórzyła się sytuacja z Lowestoft, gdzie strata naczelnego wodza wywróciła całą holenderską strukturę dowodzenia. Trzecie przejście poprowadził admirał-porucznik Van Nes.
Gdy Holendrzy znaleźli się na zawietrznej, ich działa miały podwyższony zasięg i niektóre z angielskich okrętów doznały ciężkich uszkodzeń.
HMS „Loyal Subject” musiał zawrócić do macierzystego portu, a po przybyciu okazało się, że ma tak wielkie uszkodzenia, że trzeba było spisać go na straty. HMS „Black Eagle” (dawna nazwa „Groningen”) podniósł flagę oznaczającą, że ma poważne uszkodzenia i wymaga pomocy. Jednak, zanim jakikolwiek okręt zdążył przyjść mu z pomocą, kolejne trafienia doprowadziły do całkowitego zniszczenia.
Następnie, o godzinie 15:00, pojawiła się na horyzoncie flotylla holenderska złożona z 12 okrętów. Monck był zszokowany, nie dlatego, że wypadek ten był całkowicie nieprzewidywalny, lecz ponieważ jego najgorsze obawy zaczynały się urzeczywistniać. Anglicy dowiedzieli się dzięki znakomitej służbie wywiadowczej, że Holendrzy planowali trzymać silną czwartą eskadrę jako taktyczną rezerwę. Monck nakazał sprawdzić liczbę statków angielskich, które zachowały pełną zdolność bojową. Okazało się, że było ich tylko 29, a Rupert wciąż się nie pokazywał. W takiej sytuacji Monck podjął decyzję o odwrocie. W rzeczywistości De Ruyter przed bitwą zapewnił pozostałych admirałów, że użyje tylko trzech eskadr. Te 12 okrętów pochodziło z eskadry Trompa i były to te same okręty, które poprzednio prowadziły pościg za uciekającym do Ostendy okrętem angielskim. Monck nie miał o tym pojęcia, ani też nie zauważył zniknięcia okrętu „Rainbow”, który uciekł do Ostendy. I tak cała flota angielska o godzinie 16:00 zwróciła się na południowy zachód i uciekła. Wieczorem Holendrzy zdobyli jeszcze okręt „St Paul” (dawna nazwa „Sint Paulus”).

### Dzień trzeci

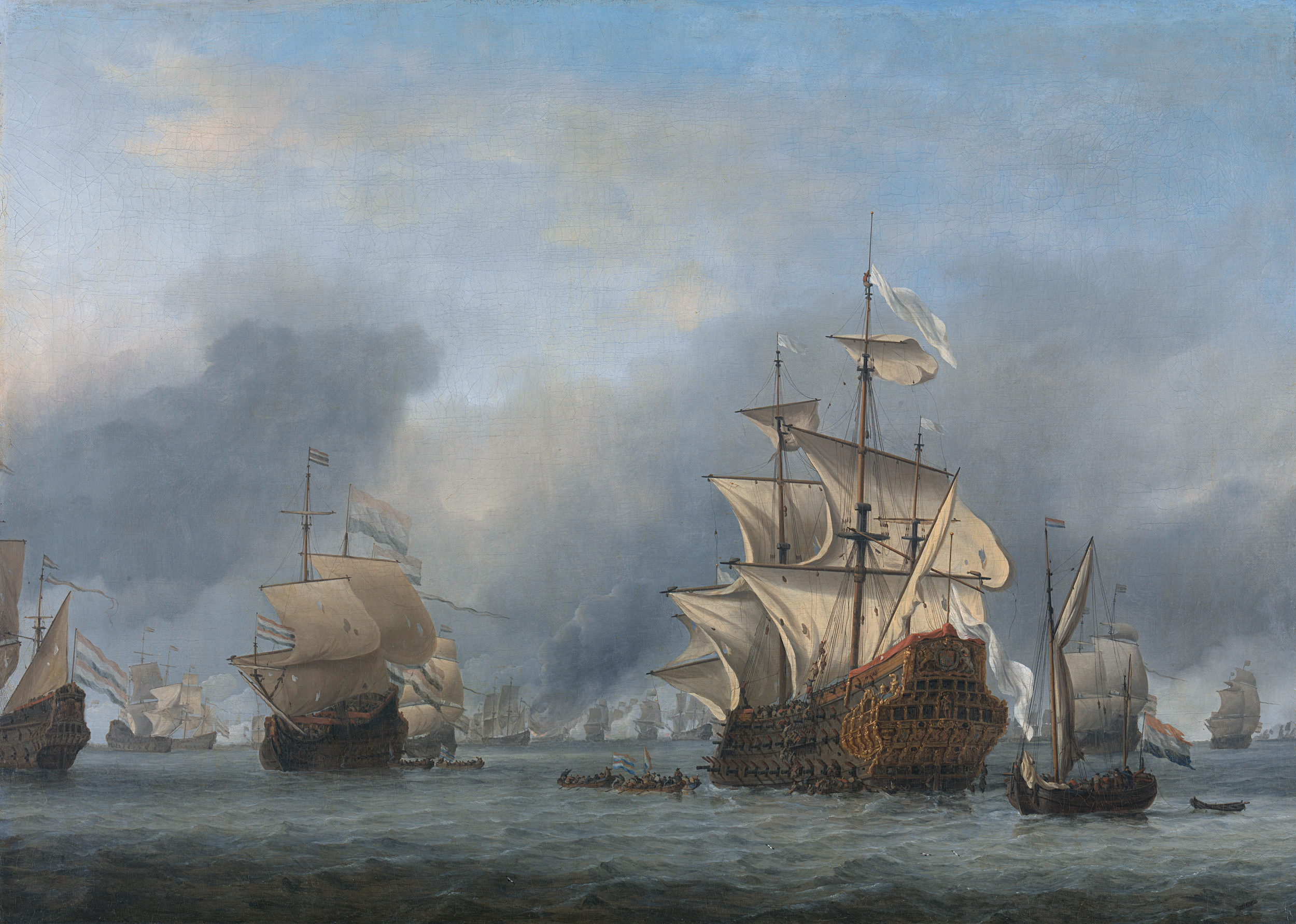
Willem van de Velde: Kapitulacja angielskiego okrętu „Prince Royal”

Trzeciego dnia Anglicy kontynuowali odwrót na zachód. Holendrzy posuwali się szerokim frontem, przy czym nadal dowodził Van Nes. Chwytano angielskich maruderów i unikano potężnych 32-funtowych rufowych dział wielkich okrętów.
Wieczorem w końcu pojawił się Rupert, który według rozkazów Moncka miał być już pierwszego dnia bitwy. Przyprowadził ze sobą 20 okrętów. Nie mógł dotrzeć do Moncka wcześniej, gdyż poprzednio płynął aż do wyspy Wight, wypatrując spodziewanej floty francuskiej. Monck uprzednio rozkazał jego flocie obstawić cieśninę z obawy przed Francuzami, nie zważając na ostrzeżenia, że znajdować się będą w okolicach słynnej płycizny Galloper, i to w czasie odpływu. HMS „Royal Charles” i HMS „Royal Katherine” rzeczywiście osiadły na mieliźnie, ale udało się je na czas uwolnić. Jednak HMS „Prince Royal” wkopał się w dno beznadziejnie. Wiceadmirał George Ayscue, dowódca „białej” eskadry, prosił wraz ze swymi ludźmi, by poczekać, aż przypływ podniesie osadzony okręt; lecz gdy pojawiły się dwa holenderskie brandery załoga spanikowała. Niejaki Lambeth opuścił flagę i Ayscue musiał poddać się Trompowi, płynącemu na „Goudzie”. Był to pierwszy przypadek w historii, że angielski admirał tak wysokiej rangi został pojmany na morzu. De Ruyter wydał wyraźne rozkazy, by niszczyć wszystkie zdobyte okręty nieprzyjaciela; gdy angielska flota była wciąż blisko, nie można było nie słuchać takiego rozkazu w sprawie takiego wielkiego statku i rozkazał spalić „Prince’a”.
Tromp nie śmiał mieć jakichkolwiek obiekcji, ponieważ on już wbrew rozkazom wysyłał do holenderskich portów zdobyte okręty; lecz później swobodnie wyrażał swoje niezadowolenie, w 1681 nadal próbując dostać rekompensatę od admiralicji Amsterdamu za utratę spodziewanych korzyści.
Van Nes usiłował nie dopuścić do połączenia obu flot angielskich. Lecz gdy obie floty pożeglowały poza tyły jego blokującej eskadry, De Ruyter z powrotem przejął dowodzenie i rozkazał zaczekać. Tym sposobem odzyskał korzystne warunki pogodowe.

### Dzień czwarty
Następnego dnia wczesnym rankiem do angielskiej floty dołączyły jeszcze 3 okręty; Anglicy, wzmocnieni 23 nowymi okrętami i łącznie mający 60 do 65 okrętów, czwartego dnia zaatakowali w linii. Awangardą dowodził Myngs, Rupert stał na czele centrum, a Monck dowodził ariergardą.
Lecz flota holenderska, zmniejszona do 68 okrętów, zaatakowała Anglików z wiatrem, wykorzystując sprzyjające warunki atmosferyczne. De Ruyter próbował natchnąć swoich oficerów myślą, że walka tego dnia będzie miała decydujące znaczenie dla całej wojny. Angielski atak, narażony od zawietrznej, zachwiał się. De Ruyter planował rozerwać angielską linię przez przełamanie jej w trzech miejscach odcinając części angielskiej floty przed załatwieniem się z resztą. Wiceadmirał Johan de Liefde na okręcie „Ridderschap” oraz Myngs na okręcie „Victory” rozpoczęli pojedynek, który zakończył się po kwadransie; Myngs, trafiony dwukrotnie z muszkietu, zmarł w drodze do Londynu.
Anglicy usiłowali się przegrupować, by przebić się na południe przez dokonanie czterech przejść w przeciwnym kursie, lecz Tromp i Van Nes otoczyli ich. Monck następnie ruszył na północ. Eskadra Trompa została rozgromiona, okręt „Landman” został spalony przez brandera. Van Nes zmuszony został do odwrotu. De Ruyter, szczególnie obawiał się, że bitwa może zostać przegrana. Podniósł więc czerwoną flagę na znak ogólnego ataku i ruszył za Rupertem, by zaatakować Moncka od tyłu. Gdy Rupert spróbował mu się oprzeć, trzy kolejno oddane szybkie strzały zmiotły maszty z jego okrętu flagowego HMS „Royal James” i wówczas cała jego eskadra wycofała się z bitwy na południe, chroniąc i holując okręt flagowy.
Nic już nie stało De Ruyterowi na drodze w jego ataku na angielskie siły główne pod wodzą Moncka. Doszło do wielkiego pogromu floty angielskiej. Po trzech dniach walk wiele angielskich okrętów miało problemy z zapasami prochu, podczas gdy większość holenderskich okrętów nadal posiadała zapasy, gdyż ich ładownie były znacznie większe od angielskich, a działa miały mniejszy wagomiar niż angielskie. Cztery angielskie okręty zostały zdobyte w wyniku abordażu: HMS „Clove Tree” (dawniej nazywał się „Nagelboom”), zdobyty przez „Wassenaara”, HMS „Convertine” i splątane z nim HMS „Essex” oraz HMS „Black Bull”; dwa okręty zostały zdobyte przez fryzyjskiego kontradmirała Hendrika Brunsvelta; okręt „Black Bull” później zatonął. De Ruyter widząc uciekającą flotę angielską w gęstej mgle zdecydował się przerwać pościg. Jego własna flota doznała wielu ciężkich uszkodzeń; dziennik pokładowy jego okrętu flagowego mówi jedynie o obawach z powodu angielskich płycizn. Głęboko religijny De Ruyter zinterpretował nagłą, nietypową w tym okresie mgłę jako znak od Boga, pokazujący, że On chciał jedynie upokorzyć ich pychę lecz uchronił ich przed ostatecznym zniszczeniem.

## Po bitwie
Ostatecznie, nie licząc licznych uszkodzeń, Anglicy stracili 17 okrętów (8 zatopionych, 9 zdobytych przez Holendrów), 5 tysięcy zabitych i 3 tysiące jeńców. Holendrzy stracili 7 okrętów i 2 tysiące ludzi.
Była to największa morska bitwa w drugiej wojnie angielsko-holenderskiej i wielkie zwycięstwo De Ruytera.
Dwa miesiące później zregenerowana flota angielska ponownie zmierzyła się z Holendrami w bitwie pod North Foreland.